# Gyurta Dániel
Gyurta Dániel (Budapest, 1989. május 4. –) olimpiai, háromszoros világ- és kétszeres Európa-bajnok magyar úszó. Az egyik legsikeresebb magyar mellúszó. Öccse, Gergely, szintén válogatott úszó.

## Pályafutása

### 2002–2004
Már 13 évesen ő tartotta 200 méter mellen a 16 éves korosztály csúcsát (2:16,58). 2002-ben minden távon döntős lett mellúszásban az ob-n. 200 méteren második lett. A 2003-as vb-n 200 m gyorsúszásban 65. lett. 200 méter mellen az elődöntőbe jutott és a 14. helyezett lett. Ebben az évben négy aranyérmet nyert a rövid pályás ob-n.
2004-ben megszerezte első hazai bajnoki aranyát 50 méteres medencében is. Az olimpián a selejtezőből, majd az elődöntőből is a legjobb idővel jutott tovább. Utóbbit Rózsa Norbert 1992-ben felállított magyar csúcsát megdöntve teljesítette. A döntőben ezüstérmes lett, mellyel országos ismertségre tett szert. Az évet a világranglista negyedik helyén zárta. A rövid pályás Eb-n életkora miatt nem indulhatott.
Rengeteg interjú készült vele, szponzori szerződést kapott, és néhány rész erejéig szerepelt a Barátok közt című sorozatban is. A hirtelen jött népszerűséget nehezen tudta feldolgozni, az ezeket követő eredményei csalódást okoztak.

### 2005–2008
A 2005-ös montreali világbajnokságot eredményei romlása miatt kihagyta. 2005 végén egy zágrábi versenyen országos csúcsot javított rövidpályán, A 2005-ös rövid pályás úszó-Európa-bajnokságon nem indulhatott, mert az Európai Úszószövetség szabályai szerint ott csak 17. életévüket betöltött úszók állhatnak rajthoz.
2006 nyarán, a mallorcai ifi Eb-n betegsége miatt nem indult. A budapesti Európa-bajnokságon csak 11. helyezést ért el fő számában. 2006 decemberében a Helsinkiben rendezett 2006-os rövid pályás úszó-Európa-bajnokságon országos csúccsal aranyérmes lett 200 méteres mellúszásban. 100 méteren 14. volt.
A 2007-es vb-n 200 mellen a selejtezőben megúszta az olimpiai A-szintet. A döntőben hatodikként végzett. Az ifi Eb-n ifjúsági Európa- és magyar felnőtt csúccsal lett első. 50 mellen hetedik volt. 100 mellen élete legjobbjával és ifi Európa-csúccsal lett első. A vegyes váltóval bronzérmet szerzett. Az ob-n, melyet közvetlenül az ifi Eb után rendeztek, nem indult.
A Európa-bajnoki címét debreceni Európa-bajnokságon sikerült megvédenie Európa-csúccsal, megszerezve a magyar csapat 4. aranyérmét. 100 mellen először lépte át az 1 perces határt, ami a 13. helyhez volt elég.
A 2008-as Eb-n 100 méteren, olimpiai B-szinttel 23. lett. 200 mellen ötödik volt. Az ob-n 100 méter mellen is teljesítette az olimpiai A-szintet. A 2008-as pekingi olimpián 200 méteres mellúszásban Európa-csúcsot úszott a selejtezőben. Az elődöntőből ötödikként jutott tovább. A döntőben ötödik helyezést ért el. 100 mellen egyéni csúcsot úszva sem jutott tovább a selejtezőből. A rövid pályás Eb-n 50 mellen magyar csúccsal 22. volt.

### 2009–2012
Az olimpiai ezüstérem után pályafutása eddigi legnagyobb sikerét a 2009-es római világbajnokságon érte el: a 200 m-es mellúszásban 2:07,64-es új Európa-rekorddal világbajnok lett. Ugyanitt 100 mellen megdöntötte Güttler Károly 16 éves magyar csúcsát. 50 mellen 54. volt.
2009 decemberében az isztambuli rövid pályás úszó Európa-bajnokságon 100 méteres mellúszásban, a selejtezőben és az elődöntőben Európa-csúcsot úszva, ezüstérmes lett, 200 méteren viszont 2:00,67 perces világcsúccsal aranyérmet nyert.
2010. augusztus 12-én a budapesti úszó-Európa-bajnokságon aranyérmet nyert 200 méteres mellúszásban. 100 mellen negyedik volt. A 4 × 100 méteres vegyes váltóval hetedik helyezést szerzett. A rövid pályás vb-n 100 méteren hatodik, 200 méteren második volt.
A 2011-es vb-n a 100 méter mell elődöntőjéből országos csúccsal jutott tovább. A fináléban hatodik lett. 200 m mellen világbajnok lett. a vegyes váltóval 15. helyen végzett. A rövid pályás Európa-bajnokságon 100 m mellen ötödik, 200 m mellen első lett. Az év végén tagja volt az Európa-válogatottnak.
2012-ben az Európa-bajnokságon 200 méteres mellúszásban arany-, a vegyes váltóval bronzérmes volt.
Az olimpián 100 méter mellen 59,76 másodperces magyar csúccsal a negyedik helyen jutott az elődöntőbe, ahol újabb országos csúccsal (59,74) a hetedik helyen került a döntőbe. A fináléban újabb magyar csúccsal (59,53) negyedik lett. 200 méter mellen első lett a selejtezőben. Az elődöntőben a második legjobb időt úszta. A döntőben 2.07,28-as, új világcsúcsot jelentő időeredménnyel az első helyen végzett, ezzel megszerezte a magyar úszócsapat első aranyérmét.
Gyurta már másnap bejelentette, hogy másolatot készíttet az olimpiai aranyérméről, melyet eljuttat az általa nagyon tisztelt, a 2012 tavaszán elhunyt mellúszó társa, Alexander Dale Oen családjának, tisztelegve a kiváló versenyző emlékének. A NOB nem engedélyezte az érem pontos lemásolását, ezért egy emlékérem készült, amelyet 2013. január 12-én adott át Hamarban, Dale Oen bátyjának, Robinnak. Az érem átadásakor Gyurta norvégul mondta el a beszédét, a közönség mindezt vastapssal fogadta. A Nemzetközi Fair Play Bizottság Gyurtát felterjesztette Fair Play-díjra, amelyet 2013 szeptemberében vehetett át.
Tagja volt a 4 × 100 méteres vegyes váltónak, amely a selejtezőből országos csúccsal, hetedik helyen jutott a döntőbe, majd a fináléban újabb magyar csúccsal ötödik lett.
2012 novemberében nem hosszabbította meg lejárt szerződését A Jövő SC-vel és az Újpesti TE-hez igazolt. A rövid pályás világbajnokságon 200 méter mellen második helyen jutott a döntőbe, ahol világbajnoki csúccsal lett aranyérmes. Tagja volt a 4 × 100 méteres vegyesváltónak is, amit kizártak a döntőben.

### 2013–2018
2013 januárjától a Magyar Úszó Szövetség sportolói bizottságának tagja lett. A 2013-as úszó-világbajnokságon 200 méter mellen 3. lett a selejtezőben. A döntőbe a legjobb idővel jutott. A döntőben új világbajnoki és Európa-rekorddal nyert. Ő lett az első magyar úszó, aki ugyanabban a versenyszámban háromszor nyert világbajnokságot. A 4 × 100 méteres vegyes váltóban (Cseh, Pulai, Takács) hetedik helyen végzett a selejtezőben és a döntőben is.
2013 októberében beválasztották az Európai Olimpiai Bizottság sportolói bizottságába. Az év végén a LEN, 2013 második legjobb európai úszójának választotta. A rövid pályás Európa-bajnokságon 100 és 200 méter mellen aranyérmes lett.
A 2014-es úszó-Európa-bajnokságon 50 m mellen 17., 100 m mellen 4., a vegyes váltóval bronzérmes volt. A 2014-es rövid pályás úszó-világbajnokságon 200 m mellen első, a vegyes váltóval tizedik helyezést szerzett. A 2015-ös úszó-világbajnokságon 100 m mellen 22., 200 m mellen harmadik helyen végzett. Szerepelt a vegyes váltóban is, amit kizártak a selejtezőben. A 2015-ös rövid pályás úszó-Európa-bajnokságon 100 m mellen ötödik, 200 m mellen második, a vegyes váltóval ötödik helyezést szerzett. A 2016-os úszó-Európa-bajnokságon nem indult. A 2016-os olimpián előbb 100 méter mellúszásban nem jutott a döntőbe, itt az előfutamokban szétúszásra kényszerült volna, de visszalépett,
majd címvédőként 200 méter mellúszásban nem tudott a 16 közé jutni. 4x100 m férfi vegyes váltóval 9. helyen végzett. Az olimpia ideje alatt beválasztották a NOB sportolói bizottságába. Októberben bejelentette, hogy edzéseit a továbbiakban Nagy József irányítja.
A 2017-es budapesti világbajnokságon 100 méteres mellúszásban a 28., 200 méteres mellúszásban a 17., 4x100 m férfi vegyes váltóval 7. helyen végzett.
2018. március 27-én bejelentette visszavonulását.

### Úszó pályafutása után
A 2016-os olimpia ideje alatt beválasztották a NOB sportolói bizottságába.  Ezzel szavazati joga van a NOB-ban. 2019 januárjától a Külgazdasági és Külügyminisztérium miniszteri főtanácsadója, 2022 őszén pedig rendkívüli és meghatalmazott nagyköveti rangot kapott.

## Eredményei
| Esemény                       | Versenyszám      | Idő                                         | Helyezés |
| ----------------------------- | ---------------- | ------------------------------------------- | -------- |
| 2003-as úszó-világbajnokság   | 200 m gyorsúszás | 1:58,58                                     | 65. hely |
| 2003-as úszó-világbajnokság   | 200 m mellúszás  | 2:14,84                                     | 14. hely |
| 2004-es nyári olimpia         | 200 m mellúszás  | 2:10,80                                     | Ezüst    |
| 2006-os úszó-Európa-bajnokság | 200 m mellúszás  | 2:14,14                                     | 11. hely |
| 2007-es úszó-világbajnokság   | 100 m mellúszás  | 1:03,33                                     | 40. hely |
| 2007-es úszó-világbajnokság   | 200 m mellúszás  | 2:11,62                                     | 6. hely  |
| 2008-as nyári olimpia         | 100 m mellúszás  | 1:01,31                                     | 24. hely |
| 2008-as nyári olimpia         | 200 m mellúszás  | 2:09,22                                     | 5. hely  |
| 2008-as úszó-Európa-bajnokság | 100 m mellúszás  | 1:02,34                                     | 23. hely |
| 2008-as úszó-Európa-bajnokság | 200 m mellúszás  | 2:12,44                                     | 5. hely  |
| 2009-es úszó-világbajnokság   | 100 m mellúszás  | 1:00,26                                     | 20. hely |
| 2009-es úszó-világbajnokság   | 200 m mellúszás  | 2:07,64 – Európa-rekord                     | Arany    |
| 2010-es úszó-Európa-bajnokság | 100 m mellúszás  | 1:00,64                                     | 4. hely  |
| 2010-es úszó-Európa-bajnokság | 200 m mellúszás  | 2:08,95 – Európa-bajnoki rekord             | Arany    |
| 2011-es úszó-világbajnokság   | 200 m mellúszás  | 2:08,41                                     | Arany    |
| 2012-es úszó-Európa-bajnokság | 200 m mellúszás  | 2:08,60                                     | Arany    |
| 2012-es nyári olimpia         | 100 m mellúszás  | 0:59,53                                     | 4. hely  |
| 2012-es nyári olimpia         | 200 m mellúszás  | 2:07,28 – világ-, olimpiai és Európa-rekord | Arany    |
| 2013-as úszó-világbajnokság   | 200 m mellúszás  | 2:07,23 – világbajnoki és Európa-rekord     | Arany    |
| 2015-ös úszó-világbajnokság   | 200 m mellúszás  | 2:08,10                                     | Bronz    |
| 2016-os nyári olimpia         | 100 m mellúszás  | 1:00,26                                     | 16. hely |
| 2016-os nyári olimpia         | 200 m mellúszás  | 2:11,28                                     | 17. hely |
| 2017-es úszó-világbajnokság   | 100 m mellúszás  | 1:00,76                                     | 26. hely |
| 2017-es úszó-világbajnokság   | 200 m mellúszás  | 2:11,28                                     | 17. hely |

### Magyar bajnokság

#### 50 méteres medence
| 50 méter         | 2002 | 2003 | 2004 | 2005 | 2006 | 2007 | 2008 | 2009 | 2010 | 2011 | 2012 | 2013 | 2014 | 2015 | 2016 | 2017 |
| ---------------- | ---- | ---- | ---- | ---- | ---- | ---- | ---- | ---- | ---- | ---- | ---- | ---- | ---- | ---- | ---- | ---- |
| 400 m gyors      |      | 6.   |      |      |      |      | 5.   |      |      |      |      |      |      |      |      |      |
| 800 m gyors      |      |      | 5.   |      |      |      |      |      |      |      |      |      |      |      |      |      |
| 1500 m gyors     |      |      | 3.   |      |      |      | 5.   |      |      |      |      |      |      |      |      |      |
| 50 m mell        | 5.   | 6.   | 5.   |      |      |      | 2.   | 4.   | 4.   | 1.   | 2.   | 3.   | 2.   |      | 2.   | 1.   |
| 100 m mell       | 5.   | 5.   | 2.   | 4.   | 3.   |      | 1.   | 2.   | 1.   | 1.   | 1.   | 1.   | 1.   |      | 1.   | 1.   |
| 200 m mell       | 2.   | 2.   | 1.   | 5.   | 1.   |      | 1.   | 1.   | 1.   | 1.   |      |      | 1.   | 1.   | 1.   | 1.   |
| 100 m pillangó   |      |      |      |      |      |      | 8.   |      |      |      |      |      |      |      |      |      |
| 200 m vegyes     |      | 3.   |      |      |      |      |      |      |      |      |      |      |      |      |      |      |
| 4 × 100 m gyors  |      |      |      | 2.   |      |      |      | 4.   | 3.   | 2.   | 3.   |      |      |      |      |      |
| 4 × 200 m gyors  |      |      |      | 2.   |      |      |      |      |      |      |      |      |      |      |      |      |
| 4 × 100 m vegyes |      |      |      |      |      |      | 2.   | 2.   | 2.   |      | 1.   |      |      |      |      |      |

## Rekordjai

### 100 m mell
- 1:01,70 (2007. július 22., Antwerpen) ifjúsági Európa-csúcs
- 1:00,26 (2009. július 26., Róma) országos csúcs
- 1:00,23 (2011. július 24., Sanghaj) országos csúcs
- 59,76 (2012. július 28., London) országos csúcs
- 59,74 (2012. július 28., London) országos csúcs
- 59,53 (2012. július 29., London) országos csúcs

### 200 m mell
- 2:10,75 (2004. augusztus 17., Athén) országos csúcs
- 2:10,71 (2007. július 19., Antwerpen) országos és ifjúsági Európa-csúcs
- 2:08,68 (2008. augusztus 12., Peking) olimpiai és Európa-csúcs
- 2:08,08 (2009. július 30., Róma) Európa-csúcs
- 2:07,64 (2009. július 31., Róma) Európa-csúcs
- 2:07,28 (2012. augusztus 1., London) olimpiai és világcsúcs
- 2:07,23 (2013. augusztus 2., Barcelona) világbajnoki- és Európa-csúcs

### 50 m mell, rövid pálya
- 27,66 (2008. november 14., Százhalombatta) országos csúcs
- 27,59 (2008. november 2?., Zágráb) országos csúcs
- 27,55 (2008. december 13., Rijeka) országos csúcs
- 26,86 (2012. augusztus 11., Berlin) országos csúcs
- 26,56 (2014. október 4., Moszkva) országos csúcs[43]

### 100 m mell, rövid pálya
- 58,99 (2008. november 23., Zágráb) országos csúcs
- 58,93 (2009. november 14., Százhalombatta) országos csúcs
- 57,39 (2009. november 14., Százhalombatta) országos csúcs
- 56,89 (2009. december 10., Isztambul) Európa-csúcs
- 56,79 (2009. december 10., Isztambul) Európa-csúcs
- 56,72 (2009. december 11., Isztambul) országos csúcs

### 200 m mell, rövid pálya
- ? (2004) országos csúcs
- 2:09,26 (2005. november 12., Hódmezővásárhely) országos csúcs
- 2:08,49 (2005. november 21., Zágráb) országos csúcs
- 2:08,07 (2006. december 10., Helsinki) országos csúcs
- 2:06,58 (2006. december 10., Helsinki) országos csúcs
- 2:05,49 (2007. december 16., Debrecen) Európa-csúcs
- 2:04,61 (2009. november 13., Százhalombatta) országos csúcs
- 2:04,14 (2009. november 2?., Zágráb) országos csúcs
- 2:03,25 (2009. december 13., Isztambul) országos csúcs
- 2:00,67 (2009. december 13., Isztambul) világcsúcs
- 2:00,48 (2014. augusztus 31., Dubaj) világcsúcs[44]

## Díjai, elismerései
- A Magyar Köztársasági Érdemrend lovagkeresztje (2004)
- Az év magyar úszója (2004, 2009, 2011, 2012, 2013)
- Az év magyar férfi sportolója, harmadik helyezett (2004)
- Az év utánpótláskorú versenyzője (2004, 2007) (a Nemzeti Sportszövetség díja)
- Junior Prima díj (2008)
- Az év magyar férfi sportolója (2009, 2012, 2013) (a sportújságírók szavazata alapján)
- Az év sportolója második helyezett (2009, 2011) (a Nemzeti Sportszövetség díja)
- A Magyar Köztársasági Érdemrend tisztikeresztje (2010)[45]
- Az év legjobb magyar utánpótlás korú sportolója (2011)[46]
- Az év magyar utánpótláskorú sportolója (Heraklész) (2011)
- A Magyar Érdemrend középkeresztje (2012)
- Budapest díszpolgára (2012)
- Az év európai úszója választás – második helyezett (LEN) (2012,[47] 2013[33])
- A Magyar Fair Play Bizottság díja – fair play cselekedet, trófea (2013)[48][49][50]
- UNESCO fair play díj (2013)[51]
- Év magyar egyetemi sportolója (2015)[52]
- Újpest díszpolgára (2016)[53]
- A Magyar Úszó Hírességek Csarnokának tagja (2022)[54]
- A Nemzetközi Úszó Hírességek Csarnokának tagja (2024)[55]
- Prima-díj (2024)

## Tanulmányai
A Bárczi Géza Általános Iskolában, illetve a Veres Péter Gimnáziumban (2004–2008) tanult. A Budapesti Metropolitan Egyetem (Budapesti Kommunikációs és Üzleti Főiskola) hallgatója.